# Kvevlax församling

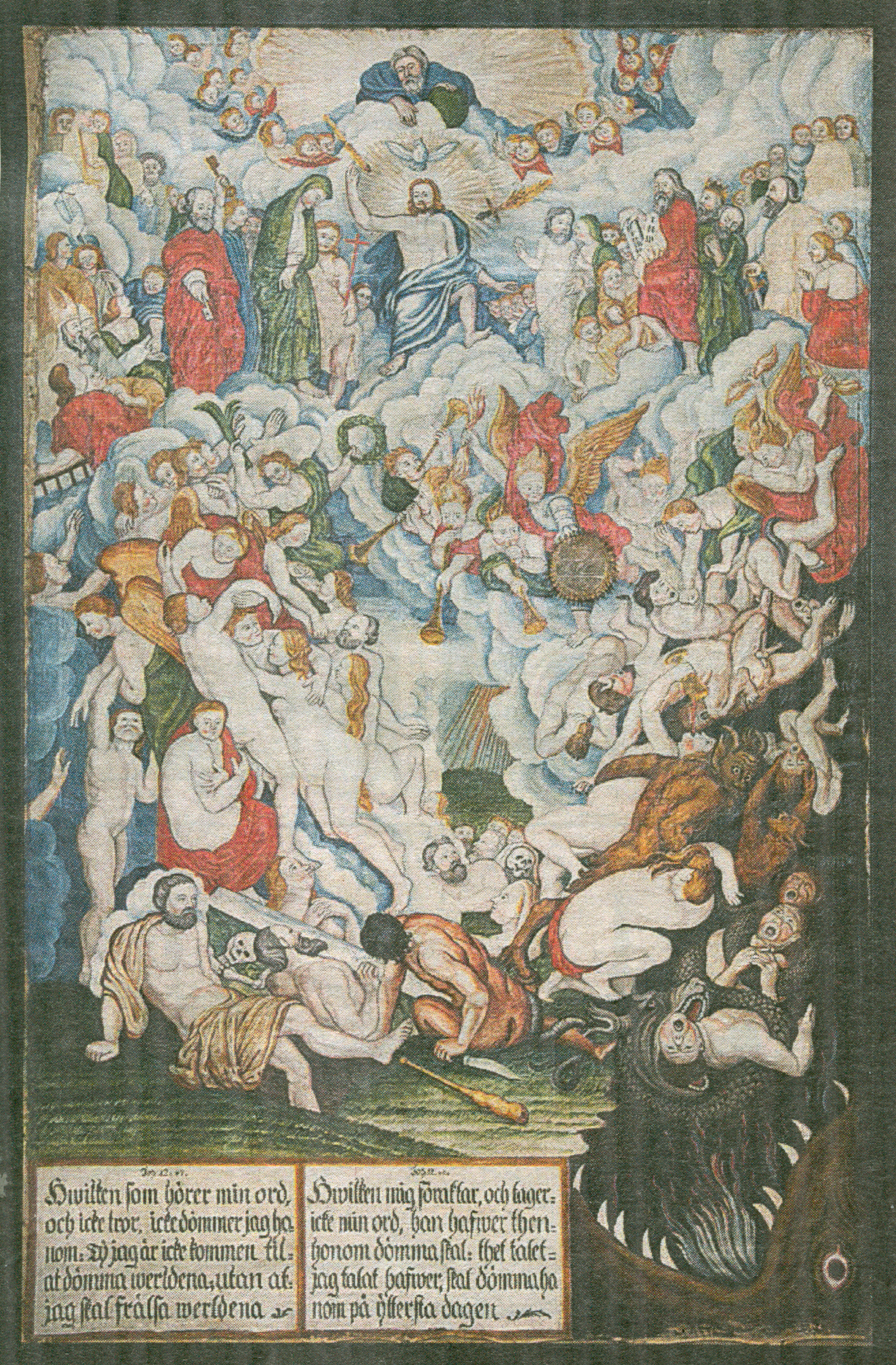
Den gamla altartavlan "Ilaktavlon" från Kvevlax kyrka föreställer den yttersta domen

Kvevlax församling är en församling i Korsholms prosteri inom Borgå stift i Evangelisk-lutherska kyrkan i Finland. Till församlingen hör 2 637 kyrkomedlemmar (08/2018) bosatta i tidigare Kvevlax kommun som uppgick i Korsholm 1973.
Kvevlax kyrka byggdes 1691-93.
Tf. kyrkoherde i församlingen är Rune Lindblom. Kyrkoherdetjänsten har sökts av Fredrik Kass.